# Calci hydroxide
Calci hydroxide là một hợp chất hóa học với công thức hóa học Ca(OH)2. Nó là một chất dạng tinh thể không màu hay bột màu trắng, và thu được khi cho calci oxide (CaO, tức vôi sống) tác dụng với nước (gọi là vôi tôi). Nó cũng có thể kết tủa xuống khi trộn dung dịch chứa calci chloride (CaCl2) với dung dịch chứa natri hydroxide (NaOH). Tên gọi dân gian của calci hydroxide là vôi tôi hay đơn giản chỉ là vôi. Tên gọi của khoáng chất tự nhiên chứa calci hydroxide là portlandit.
Nếu bị nung nóng tới 512 °C, calci hydroxide sẽ bị phân hủy thành oxide calci và hơi nước. Thể vẩn của các hạt calci hydroxide rất mịn trong nước gọi là vôi sữa. Dung dịch chứa calci hydroxide gọi chung là vôi nước và có tính base trung bình-mạnh, có phản ứng mạnh với các acid và ăn mòn nhiều kim loại khi có mặt nước. Nó trở thành dạng sữa nếu carbon dioxide đi qua đó, do sự kết tủa của calci carbonat mới tạo ra.
Ca(OH)2 + CO2 → CaCO3↓ + H2O

## Sử dụng
Do các tính chất base mạnh của nó nên hydroxide calci có một số ứng dụng, như:
- Chất kết bông trong xử lý nước, nước thải và cải tạo độ chua của đất.
- Thành phần của nước vôi, vữa trong xây dựng.
- Thay thế cho natri hydroxide trong một số loại hóa, mỹ phẩm uốn tóc của người Mỹ gốc Phi.
- Trong một số loại thuốc làm rụng lông.
- Thuốc thử hóa học:
  - Trong các bể nuôi đá ngầm để bổ sung calci sinh học cho các động vật sử dụng nhiều calci sống trong bể như tảo, ốc, giun ống cứng và san hô (còn gọi là hỗn hợp Kalkwasser)
  - Trong công nghiệp thuộc da để trung hòa lượng acid dư thừa.
  - Trong công nghiệp lọc dầu để sản xuất các phụ gia cho dầu thô (alkilsalicatic, sulphatic, fenatic)
  - Trong công nghiệp hóa chất để sản xuất calci stearat (C17H35COO)2Ca
  - Trong công nghiệp thực phẩm để xử lý nước (để sản xuất các loại đồ uống như rượu và đồ uống không cồn)
  - Để làm sạch nước biển khởi các carbonat của calci và magnesi trong sản xuất muối dành cho thực phẩm và dược phẩm.
  - Trong ẩm thực của thổ dân châu Mỹ và châu Mỹ Latinh, hyđroxyt calci được gọi là "cal". Ngô được nấu lẫn với một chút cal có tác dụng làm gia tăng giá trị dinh dưỡng cũng như làm cho món ngô trở nên thơm ngon và dễ tiêu hóa hơn.
- Chất nhồi:
  - Trong công nghiệp hóa dầu để sản xuất dầu rắn ở các mức tiêu chuẩn khác nhau.
  - Trong sản xuất phanh.
  - Trong sản xuất ebonit.
  - Để sản xuất các hỗn hợp khô cho nghề sơn và trang trí.
  - Trong sản xuất các hỗn hợp cho một số loại thuốc trừ dịch hại.
  - Trong sản xuất một loại thuốc gọi là "Polikar" để chống lại sự thối rữa (do nấm) của rau, quả trong khi lưu giữ.
- Trong dạng bột nhão có tác dụng kháng vi trùng để điều trị sâu răng [2].
- Trong nông nghiệp: Dùng để khử chua đất trồng.

## Nguy hiểm
Khi dùng calci hydroxide quá liều có thể gây ra các triệu chứng nguy hiểm, bao gồm:
- Khó thở (thở gấp)
- Chảy máu trong
- Hạ huyết áp
- Liệt cơ xương, gây nhiễu hệ thống actin-myosin.
- Tăng pH trong máu, gây tổn thương các nội tạng.

Đặc biệt là đối với mắt người khi tiếp xúc vì có nguy cơ gây mù mắt nếu xử trí không đúng cách và không kịp thời.